# Quinn Ranger Station
La Quinn Ranger Station est une station de rangers du comté de Tulare, en Californie, dans l'ouest de États-Unis. Protégée au sein du parc national de Sequoia, elle est inscrite au Registre national des lieux historiques depuis le 13 avril 1977.